# Myra Taylor

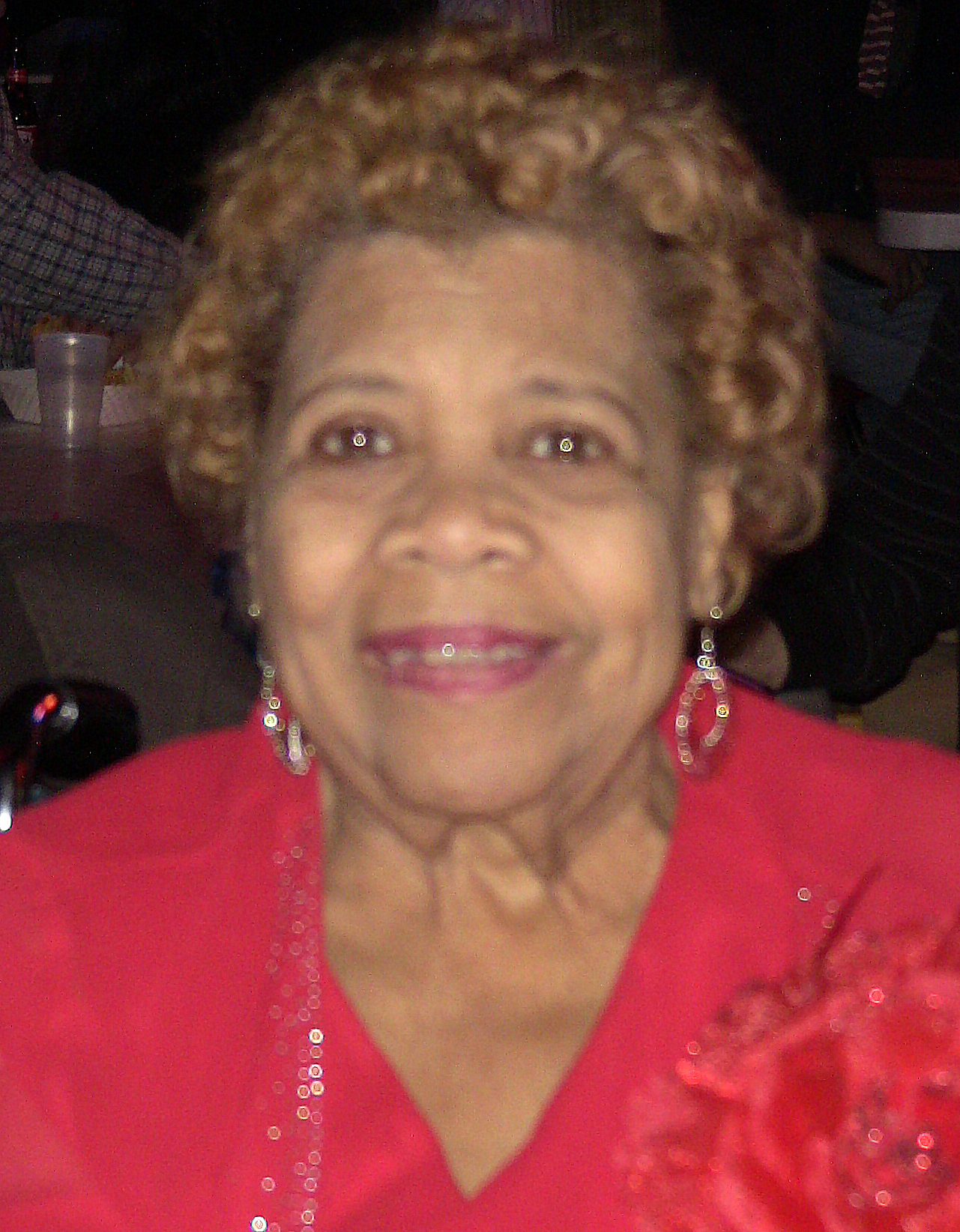
Myra Taylor

Myra Jardine Taylor (* 24. Februar 1917 in Bonner Springs, Kansas; † 9. Dezember 2011 in Kansas City, Missouri) war eine US-amerikanische Jazzsängerin, Songwriterin und Schauspielerin.

## Leben und Wirken
Taylor wuchs in Kansas City im historischen 18th and Vine-Downtown East Viertel auf. Mit 14 Jahren begann sie als Reinigungskraft zu arbeiten; daneben trat sie als Tänzerin in den Clubs Sunset und Reno in der 12th Street auf. Noch nicht volljährig, stieg sie in manche Clubs durch ein Seitenfenster ein und erlangte schließlich durch ihren Gesang größere Bekanntheit.
In den 1930er Jahren tourte sie durch den Mittleren Westen mit der Clarence Loves Band. 1937 zog sie nach Chicago und arbeitete bei Baby Dodds, Lonnie Johnson, Roy Eldridge und Lil Hardin Armstrong. 1940 kehrte sie nach Kansas City zurück und wurde Bandsängerin bei Harlan Leonards neuer Band Harlan Leonard and His Rockets, die ein längeres Engagement im Harlemer Tanzsaal Golden Gate Ballroom hatte. Die Band nahm I Don’t Want to Set the World on Fire für das RCA-Label Bluebird Records auf. Taylor schrieb den Song Dig It, und Leonard beanspruchte Credits als Co-Autor, entfernte später ihren Namen und entzog ihr die Tantiemen.
Nach ihrem Ausstieg bei Leonard ging sie mit Eubie Blake auf eine USO-Tour, kehrte dann wieder nach Kansas City zurück, um bei Jimmy Keith zu singen. 1946 hatte sie einen Hit mit Spider and the Fly bei Mercury Records, doch wurden ihr die Tantiemen vom Verlag Blasco Music vorenthalten.
Frustriert vom amerikanischen Musikgeschäft, lebte sie die meiste Zeit der 1950er Jahre in Juarez, Mexiko. Taylor begann dann in Europa aufzutreten, zog 1965 nach Frankfurt am Main und eröffnete einen Club namens Down by the Riverside. Sie trat außerdem in USO-Shows im Korea- und im Vietnamkrieg auf, sowie weiteren 32 verschiedenen Ländern.
1977 kehrte sie in die Vereinigten Staaten zurück und ließ sich in Los Angeles nieder, um in den Film- und Fernsehstudios zu arbeiten. 1994 kehrte sie erneut nach Kansas City zurück. Im Jahr 2000 nahm sie das Album My Night to Dream für das Label Analogue Production Originals auf, das am 11. September 2001 erschien. 2010 wurde es als  SACD wiederveröffentlicht. Taylor setzte ihre Sängerkarriere fort, trat mit der Formation Wild Women of Kansas City auf und feierte ihren 94. Geburtstag mit einem Konzert im Knuckleheads Saloon mit Samantha Fish und Mike Zito.
Am 24. Juli 2011 hatte sie ihren letzten Auftritt mit den Wild Women of Kansas City im Nachtclub Jardine’s in Kansas City, Missouri. In der zweiten Hälfte des Jahres 2011 verschlechterte sich ihr Gesundheitszustand; sie lebte bis zu ihrem Tod im Dezember in einem Pflegeheim, dem Swope Ridge Geriatric Center in Kansas City.

### Karriere als Schauspielerin
Taylor verkörperte die Rolle der Pearl in drei Episoden der US-Fernsehserie Die Jeffersons, 1979 hatte sie eine Hauptrolle in der Basketball-Komödie Scoring. Sie hatte Nebenrollen im Thriller Suspect (1987), Crossing Delancey (1988), Ein charmantes Ekel (1991) und Ron Howards Schlagzeilen (1994)

## Diskographische Hinweise
- Kansas City Jump: Swingin Small Combos Kansas City Style, Vol. 3 (2007)
- My Night to Dream (2001)